# Mandevilla congesta
Mandevilla congesta är en oleanderväxtart som först beskrevs av Carl Sigismund Kunth och som fick sitt nu gällande namn av Robert Everard Woodson.
Mandevilla congesta ingår i släktet Mandevilla och familjen oleanderväxter. Inga underarter finns listade i Catalogue of Life.